# Nosferatu-Spinne

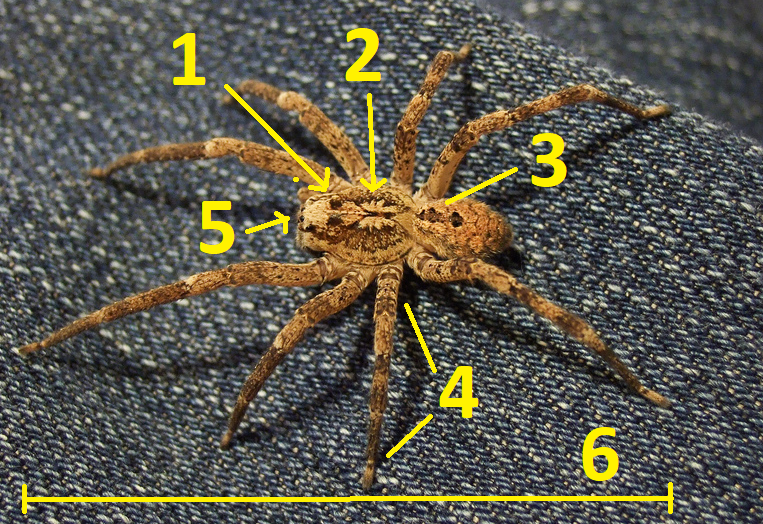
Die Nosferatu-Spinne ist auch für Laien gut erkennbar anhand der Kombination folgender Merkmale:
(1) Zeichnung auf vorderem Vorderkörper ähnelt einem Totenschädel/Nosferatu,
(2) Zeichnung auf hinterem Vorderkörper ähnelt einem Schmetterling,
(3) dunkles Band mit drei dunklen Flecken auf dem Hinterkörper,
(4) geringelte Beine,
(5) ein helles Augenfeld und
(6) mit 10–19 mm Körperlänge, bis zu 5 cm mit Beinen, auffallend groß.

Die Nosferatu-Spinne (Zoropsis spinimana) ist eine zu den Echten Webspinnen zählende Art aus der Familie der Kräuseljagdspinnen (Zoropsidae) in der Überfamilie Wolfspinnenartige (Lycosoidea). Durch ihre Größe und den wenig filigranen Körperbau gehört sie zu den eindrucksvollsten Vertretern der Spinnen in Mitteleuropa. Die ursprünglich im Mittelmeerraum beheimatete Art hat sich durch Verschleppung und die globale Erwärmung auch in Mitteleuropa ausbreiten können.

## Merkmale
Im Vergleich mit in der Schweiz, Österreich und Deutschland einheimischen Spinnen ist Zoropsis spinimana sehr groß. Die Weibchen sind deutlich größer als die Männchen. Männliche Individuen erreichen eine Körperlänge von 10 bis 13 mm, weibliche Tiere 15 bis 19 mm; mit ausgestreckten Beinen werden 5 cm erreicht. Der Vorderkörper (Prosoma) ist gelblich-weiß mit ausgedehnter schwarzer Zeichnung und hellem Augenfeld. Die Zeichnung erinnert an einen Vampirkopf und hat der Spinne ihren Trivialnamen Nosferatu-Spinne eingebracht. Die Zeichnung auf dem hinteren Prosoma, im Bereich der Fovea, erinnert an einen Schmetterling. Der Hinterleib (Opisthosoma) ist vorne gelb-weißlich, hinten grau bis braun gefärbt und weist eine mediane schwarze Zeichnung auf, bestehend aus einem dunklen Streifen in der Mitte und beidseitig drei noch dunkleren Flecken. Die Beine sind gelblich-grau, manchmal auch dunkel gefärbt, mit schwarzen Ringeln. In ihrem Aussehen erinnert sie an eine große Wolfspinne. Eine Besonderheit ist, dass sie dank ihrer Hafthaare an den Füßen auch an glatten Oberflächen wie z. B. Glasscheiben klettern kann.

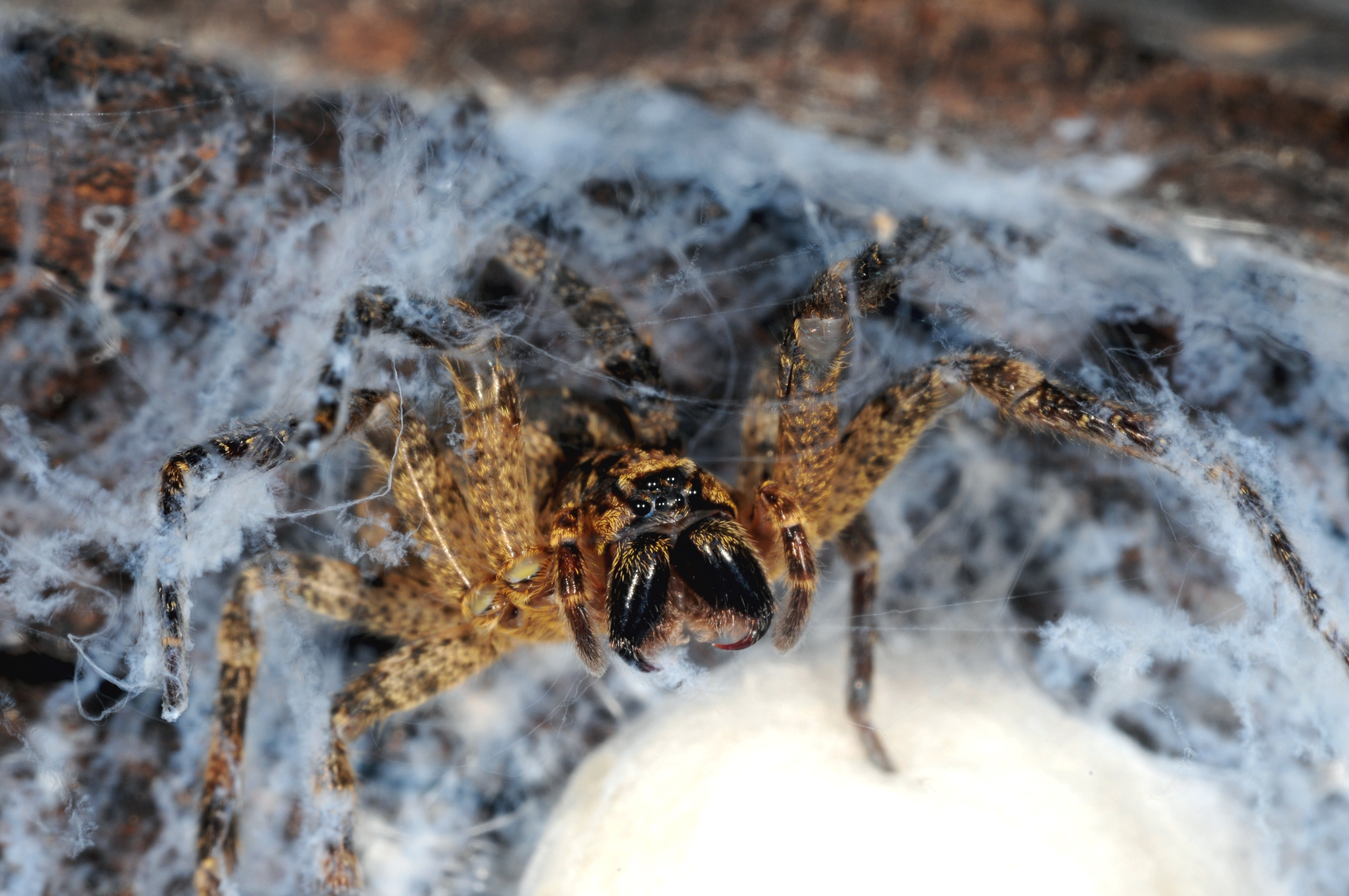
Weibchen mit Kokon beim Drohen
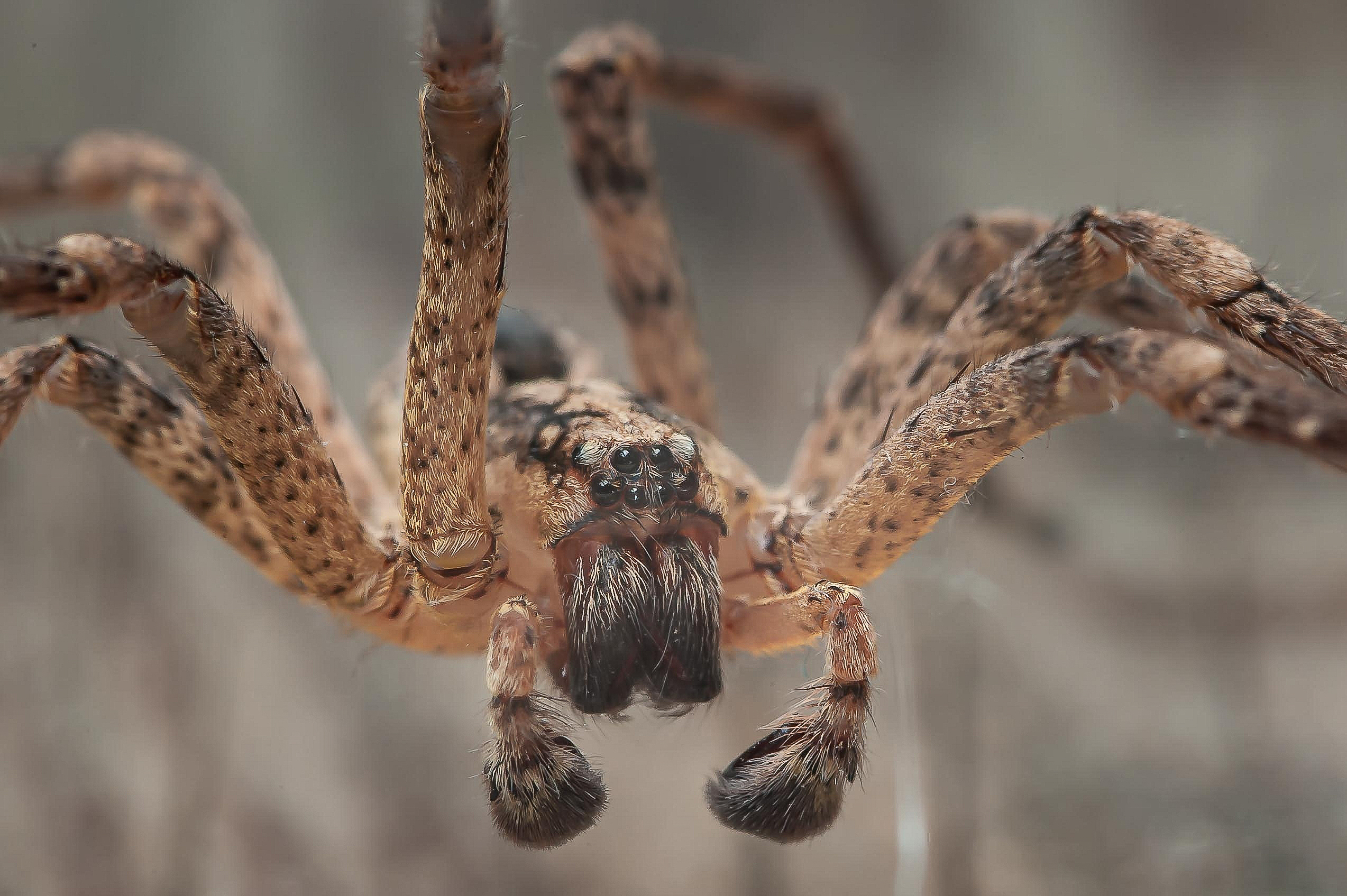
Männliches Exemplar
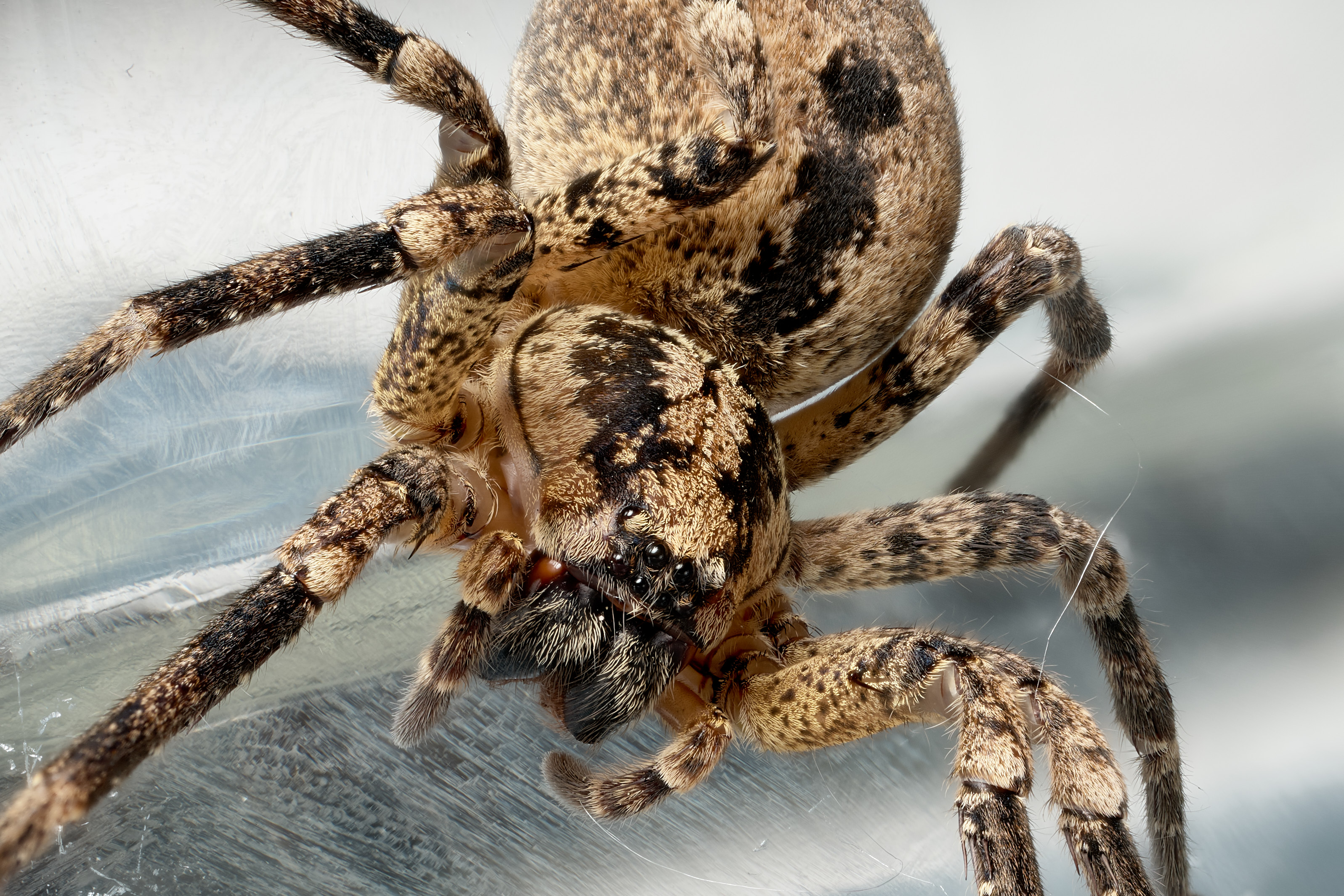
Weibliches Exemplar

## Verwechslungen
Verwechslungen kommen vor allem mit der Großen Winkelspinne (Eratigena atrica) vor. Diese ist laut Hänggi & Zürcher (2013) „bei ungefähr gleicher Körpergröße jedoch meist deutlich langbeiniger, filigraner und von meist dunklerer Farbe (dunkelbraun bis schwarz)“. Zudem sitzt die Hauswinkelspinne normalerweise in einem Trichternetz, sehr oft in Kellern in den Ecken der Wände.
Im Mittelmeergebiet leben noch weitere ähnliche Arten, wie die kleinere und hellere Zoropsis media, Zoropsis oertzeni oder Zoropsis lutea.

## Verbreitung
Ursprüngliche Heimat von Zoropsis spinimana ist die westliche Mittelmeerregion bis zum Südrand der Alpen und Dalmatien sowie Nordafrika.
In den 1990er Jahren wurde die Art nach Kalifornien eingeschleppt und hat sich dort in der Umgebung der San Francisco Bay etabliert.
Etwa seit der Jahrtausendwende werden Beobachtungen aus Österreich, der Schweiz und seit 2005 auch aus Deutschland gemeldet, so z. B. aus Fellbach, Freiburg im Breisgau (Baden-Württemberg), Senftenberg/Lausitz (Brandenburg), Leipzig (Sachsen), Bremen, Hessen und Nordrhein-Westfalen.
Ihr Vordringen nach Norden legt einen Zusammenhang mit der Globalisierung und dem Klimawandel nahe. Unklar ist allerdings, ob die Art sich auch im Freiland etabliert hat oder streng synanthrop ist, denn bislang wurde sie nördlich der Alpen nur in Häusern gefunden, z. B. in Neukirchen-Vluyn, wo eine ganze Population von alten und jungen Tieren nachgewiesen wurde.
Stand 2022 ist die Art in Deutschland weit verbreitet am Oberrheingraben, in der Metropolregion Rhein-Neckar, im Raum Stuttgart, im Rhein-Main-Gebiet, Rheinhessen und am Niederrhein von Bonn bis ins westliche Ruhrgebiet. Auch aus Bayern, dem Saarland, dem Rest von Nordrhein-Westfalen, Niedersachsen, Sachsen, Berlin, Bremen und Hamburg liegen mittlerweile viele Funde vor. Spätestens seit 2022 kommt sie in ganz Deutschland vor, es gibt zahlreiche Sichtungen.
In der Schweiz ist sie nördlich und westlich der Alpen häufig zu finden, vor allem in und um Zürich, Basel, Genf, Lausanne, Bern und Luzern. Im Süden der Schweiz, entlang der Grenze zu Italien ist die Art ebenfalls häufig. Aus der zentralen Schweiz liegen nur vereinzelte Funde vor.
In Österreich wurde die Art vor allem in und um Wien und Graz gefunden, vereinzelte Funde gibt es jedoch auch aus anderen Landesteilen, vor allem im Osten und im zentralen Österreich. Auch aus Russland und Georgien (Abchasien) liegen Fundangaben vor.

## Lebensräume
Im Freiland bewohnt Zoropsis spinimana in Istrien und am Gargano Tieflagen, die in der Regel unter 200 m über dem Meeresspiegel liegen. Dort bevorzugt sie lichten Kiefernwald mit reicher Nadelstreu nahe der Küste, wo sie unter Steinen und Rinde vorgefunden wird. In Korsika wurde sie hingegen in Kastanien- und Eichenbestand in ca. 600 m Meereshöhe vorgefunden. Am Südrand der Alpen wie zum Beispiel im Stadtgebiet von Venedig und in Nordtirol kommt sie hingegen synanthrop in und an Gebäuden vor.

## Lebensweise
Zoropsis spinimana ist eine frei jagende Art; sie sitzt also nicht als Lauerjäger in einem Spinnennetz, sondern läuft auf der Suche nach Beute umher. Dennoch gehört sie zu den cribellaten Spinnen, das heißt, sie kann feine Fangwolle spinnen. Im Gegensatz dazu produzieren ecribellate Spinnen Leimfäden. Dies ist ein weiteres Unterscheidungsmerkmal zwischen den Kräuseljagdspinnen und den ähnlichen Wolfspinnen. Zum Beutefang wartet Zoropsis spinimana bewegungslos auf vorbeikommende Beutetiere, die dann mit einer schnellen Raffbewegung gepackt und zu den Cheliceren geführt wird. Anschließend erfolgt der Giftbiss. Die Beutetiere werden extraintestinal verdaut, und die ausgesaugten Hüllen sind nach dem Fressakt in der Regel kaum mit Spinnseide überzogen.
Die Nosferatu-Spinne klettert sehr gerne und wurde in der Schweiz mehrfach im 3. oder 4. Stock angetroffen. Sie ist nachtaktiv und verbirgt sich tagsüber in einem kleinen Wohngespinst.

## Name
In einigen Medien wird Zoropsis spinimana als „Tarantel“, „Kräuselspinne“ oder „Kräuseljagdspinne“ bezeichnet, was zu Verwechslungen mit Taranteln oder mit der Familie der Kräuselspinnen (Dictynidae) führen kann. Die Bezeichnung „Kräuseljagdspinne“ ist fachlich unpräzise, da die Familie der Kräuseljagdspinnen (Zoropsidae) insgesamt 178 Arten umfasst. Beide deutsche Namen für Zoropsis spinimana sind nicht offiziell etabliert. Der deutsche Trivialname Nosferatu-Spinne beruht auf der Zeichnung des Prosomas, weil sie dem Vampir aus dem Spielfilm Nosferatu – Eine Symphonie des Grauens ähnelt.

## Biss
Wenn die Nosferatu-Spinne in die Enge getrieben wird oder sich bedroht fühlt, kann sie auch den Menschen beißen. Sie gehört zu den wenigen einheimischen Spinnen, die mit ihren Giftklauen die menschliche Haut an empfindlichen Stellen durchdringen können. Die Schmerzintensität und die anschließenden Symptome sind meist mit denen eines Bienen- oder Wespenstichs vergleichbar und es kommt zu Schwellungen und Rötungen rund um die Bissstelle, die in der Regel nach einigen Tagen von selbst abheilen. Ebenso ist es denkbar, dass ein Biss für Allergiker ein größeres Problem ist. Allerdings waren nach Hänggi & Zürcher (2013) bis 2013 keine medizinisch relevanten Fälle bekannt, die eindeutig auf Zoropsis spinimana zurückgeführt werden können.

## Fortpflanzung und Entwicklung
Zoropsis spinimana ist einjährig, mit rascher Entwicklung. Jungtiere sind nach acht bis neun Häutungen in den Monaten September/Oktober geschlechtsreif. Nach der Paarung können Weibchen mehrere Eikokons produzieren. Ein solcher Eikokon enthält etwa 20–50 Eier. Weibchen deponieren und bewachen den Kokon in einem auffälligen, von bläulicher Cribellum-Seide gebildeten Eiernest in einer Brutkammer. Bis zum Tod verlassen sie das Eiernest nicht mehr. Im Labor schlüpften die Jungtiere nach etwa eineinhalb Monaten.

## Taxonomie
Die Art wurde 1820 von Léon Dufour als Dolomedes spinimanus erstbeschrieben. Weitere Synonyme lauten Dolomedes dufourii Walckenaer, 1837, Dolomedes ocreatus C.L.Koch, 1841, Hecaerge wrightii Blackwall, 1870b, Lycosa ocreata Lucas, 1846, Lycosoides algirica Lucas, 1846, Zora algeriensis Simon, 1864, Zora dufourii Simon, 1864, Zora ocreata C.L.Koch, 1847, Zoropsis albertisii Dahl, 1901a, Zoropsis ocreata Simon, 1878a, Zoropsis pluridentata Franganillo, 1925, Zoropsis quedenfeldti Dahl, 1901a, Zoropsis triangularis Dahl, 1901a und Zoropsis wrighti Dahl, 1901a.
Aufgrund des wissenschaftlichen Namens kann es zu Verwechslungen mit Zora spinimana kommen.